# 圣体堂 (马德里)
圣体堂 (Iglesia del Sacramento) 是西班牙马德里的一座罗马天主教教堂，建于17世纪，巴洛克建筑风格。
自1980年起，该堂成为天主教西班牙军中教长区的主教座堂。
1982年，该堂被列为西班牙文化财产。